# Wolfgang Engel
Wolfgang Engel (Halle an der Saale, 10 de abril de 1928 — 5 de outubro de 2010) foi um matemático alemão.

## Obras
- Wolfgang Engel: Mathematische Olympiadeaufgaben mit Lösungen, 2 Volumes, Verlag Volk und Wissen 1975 (e Aulis Verlag 1979)
- Wolfgang Engel: Mathematik und Mathematiker an der Universität Rostock 1419-2004, Rostocker Mathematisches Kolloquium, Heft 60, 2005 Online (com biografia de Engel)